# Jacinta Beecher
Jacinta Beecher (* 31. Januar 1998) ist eine australische Leichtathletin, die sich auf den Sprint spezialisiert hat.

## Sportliche Laufbahn
Erste Erfahrungen sammelte Jacinta Beecher im Jahr 2015, als sie bei den Commonwealth Youth Games in Apia in 12,57 s den siebten Platz im 100-Meter-Lauf belegte und mit der australischen 4-mal-100-Meter-Staffel mit 47,36 s die Silbermedaille gewann. 2021 siegte sie mit 23,41 s über 200 Meter bei den Kuortane Games und im Jahr darauf mit 22,70 s beim Shizuoka International Athletics Meet, womit sie die Qualifikationsmarke für die Weltmeisterschaften in Eugene unterbot. Dort erreichte sie das Halbfinale und schied dort mit 23,14 s aus. Anschließend schied sie auch bei den Commonwealth Games in Birmingham mit 23,40 s im Semifinale über 200 Meter aus und gelangte dort mit der australischen 4-mal-100-Meter-Staffel mit 43,16 s auf Rang vier.

## Persönliche Bestleistungen
- 100 Meter: 11,44 s (+1,2 m/s), 7. Juli 2021 in Triest
- 200 Meter: 22,70 s (−0,2 m/s), 3. Mai 2022 in Fukuroi